# Rezerwat przyrody Dąbie
Rezerwat przyrody Dąbie – stepowy rezerwat przyrody w gminie Racławice, w powiecie miechowskim, w województwie małopolskim. Znajduje się na gruntach Skarbu Państwa w zarządzie Nadleśnictwa Miechów (leśnictwo Klonów).
Zajmuje powierzchnię 2,61 ha. Został powołany Zarządzeniem Ministra Leśnictwa z 19 lutego 1955 roku (M.P. z 1955 r. nr 19, poz. 194). Według aktu powołującego, rezerwat utworzono w celu zachowania ze względów naukowych i dydaktycznych stanowiska roślinności stepowej występującej tu w zespole naturalnym na stromym zboczu wzgórza kredowego.
Rezerwat jest położony w granicach Obszaru Chronionego Krajobrazu Wyżyny Miechowskiej. Prawie cały teren rezerwatu leży też w granicach obszaru siedliskowego sieci Natura 2000 „Dąbie” PLH120064 o powierzchni 4,01 ha.